# 道の駅阿寒丹頂の里

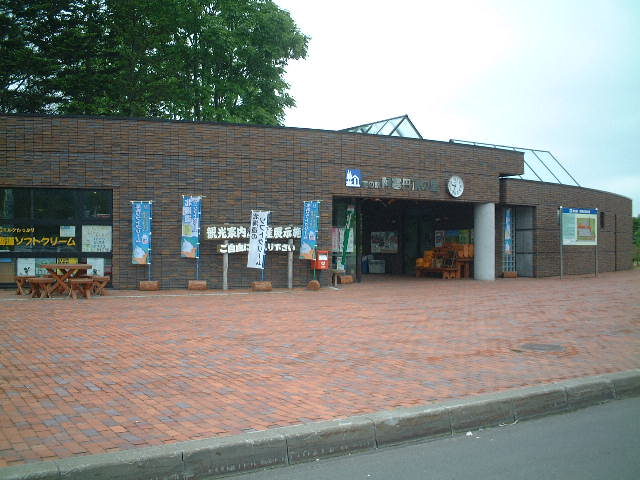
旧道の駅施設外観（2005年7月）

道の駅阿寒丹頂の里（みちのえき あかんたんちょうのさと）は、北海道釧路市阿寒町にある国道240号の道の駅である。愛称の「クレインズテラス」には、「タンチョウが集う憩いの場所」という意味を込めている。阿寒町観光振興公社が運営している。

## 歴史
- 1996年（平成8年）4月16日：道の駅登録。
- 2016年（平成28年）：赤いベレー側に移転し、「インフォメーションセンター丹頂の里（クレインズテラス）」がオープン[1]。

## 施設
「阿寒丹頂の里」には特産品販売所の「阿寒マルシェ」、レストラン、日帰り入浴施設、宿泊施設がある「赤いベレー」、タンチョウの人工給餌発祥の地であり、日本国内唯一のタンチョウに関する施設「阿寒国際ツルセンター【グルス】」、美術館「釧路湿原美術館」、キャンプ場「自然休養村野営場」、パークゴルフ場、貸し農園「レクリエーション農園」などの施設がある。
- 駐車場
  - 普通車：238台
  - 大型車：15台
  - 身障者用：4台
- トイレ（24時間利用可能、多目的トイレあり）
- 公衆電話
- AED
- Wi-Fi
- 観光案内所
- 特産品販売コーナー
- 軽食
- ドッグラン

## アクセス
国道240号沿いに位置している。
- 阿寒バス「丹頂の里」バス停下車
- 阿寒ICから車で約10分
- 釧路空港から車で約20分
- 釧路駅から車で約45分